# Statiskt verb
Statiskt verb är ett verb som inte betecknar något som händer utan något som är. Exempel är ha, vara, bestå av. Motsatsen kallas dynamiskt verb.
Här är några exempel som belyser skillnaden mellan statiska och dynamiska verb. För helhetens skull ges exemplen även på engelska och tyska.
| Svenska              | Svenska               | Engelska             | Engelska              | Tyska                | Tyska                 |
| dynamiskt/transitivt | statiskt/intransitivt | dynamiskt/transitivt | statiskt/intransitivt | dynamiskt/transitivt | statiskt/intransitivt |
| -------------------- | --------------------- | -------------------- | --------------------- | -------------------- | --------------------- |
| lägga                | ligga                 | lay                  | lie                   | legen                | liegen                |
| sätta                | sitta                 | set, seat            | sit                   | setzen               | sitzen                |
| ställa               | stå                   | stand                | stand (up)            | stellen              | stehen                |
| bränna               | brinna                | burn                 | burn                  | verbrennen           | brennen               |
| fälla                | falla                 | fell                 | fall                  | fällen               | fallen                |
| dränka               | drunkna               | -                    | drown                 | ertränken            | ertrinken             |
| väcka                | vakna                 | wake up, åld. awake  | wake up, åld. awaken  | (auf)wecken          | aufwachen, erwachen   |
| sänka                | sjunka                | sink                 | sink                  | versänken            | sinken                |
| söva                 | sova                  | put to sleep         | sleep                 | einschläfern         | schlafen              |
| spräcka              | spricka               | crack                | crack                 | -                    | -                     |
| hänga (upp)          | hänga                 | hang                 | hang                  | hängen               | aufhängen             |
| smälta               | smälta                | melt                 | melt                  | schmelzen            | sich schmelzen        |
| frysa (in)           | frysa                 | freeze               | freeze                | (ge)frieren          | einfrieren            |

Observera att de tre sista verben inte skiljer sig i infinitivformen utan i preteritum-, perfekt particip- och supinumformen. Man fryste in något igår men jag frös när jag glömde jackan. I dagens svenska tillämpas sällan dessa konjugationsregler.